# مسجد الجمعة درمشالله
مسجد الجمعة درمشالله هو واحدة من أكبر مساجد ولاية هيماجل برديش الواقعة في بازار كوتوالي في مدينة درمشالله في الهند.

## التاريخ
تم بناء مسجد الجمعة بمدينة درمشالله من قبل جناب غلام رسول في العام 1719 , وفي عام 1905 حصل زلزال مدمر دمر المسجد وقبته , في ذلك الوقت اتخذت لجنة جماعة أهل الإسلام قرار بالاهتمام بالمسجد وترمم الجزء المتضرر منه , ومن بعدها وبدأ المزيد من المصليم يؤدون الصلاة فيه بانتظام.

## الوصف
في عام 1995 تم قامت للجنة امان وعوام بالبدأ والصلاة (صلاة الفريضة خمس مرات) في المسجد واقامت الصلوات فيه بشكل مستمر , وفي العام نفسه قامت اللجنة بتعيين إمام منتظم له وهو محمد كامل جيمي بينالي , وحتى الآن يقوم الامام بامامة المسجد واقامة محاظرات ودروس الوعظ الإسلامي للمسلمين من جميع القرى المجاورة .